# وودمانکوت، ساسکس غربی
وودمانکوت (به انگلیسی: Woodmancote) یک روستا و محله مدنی در بریتانیا است که در Horsham District واقع شده‌است. وودمانکوت ۸٫۴۹ کیلومتر مربع مساحت و ۴۷۸ نفر جمعیت دارد.